# 太平洋大飯店
太平洋大飯店（The Grand Pacific Hotel）是斐濟首都蘇瓦的一座旅館，修建於1914年，開業於1914年5月23日。2014年，太平洋大飯店重新開業。伊莉莎白二世和愛丁堡公爵菲利普親王曾多次下榻太平洋大飯店。

## 外部連結
- 官方网站
- Pictures of the Grand Pacific Hotel （页面存档备份，存于）